# أنتوني ديفيس (مقدم تلفزيوني)
أنتوني ديفيس (بالإنجليزية: Anthony Davis)‏ هو مذيع وصحفي ومقدم تلفزيوني بريطاني، ولد في 16 نوفمبر 1974 في لندن في المملكة المتحدة.

## وصلات خارجية
- الموقع الرسمي